# Teich Dr. Claassen
Der Teich Dr. Claassen ist ein geschütztes, flächenhaftes Naturdenkmal im niedersächsischen Landkreis Aurich in Ostfriesland. Es trägt die Nummer ND AUR 00119.

## Beschreibung des Gebietes
Das am 3. April 1987 ausgewiesene flächenhafte Naturdenkmal östlich des Dorfzentrums liegt südlich und westlich der Straße Eetsweg vollständig auf dem Gebiet der Gemeinde Upgant-Schott, die wiederum Teil der Samtgemeinde Brookmerland ist.
Das Gewässer ist künstlichen Ursprungs und entstand durch Bodenabbau. Es ist durch höhenungleiche Gestaltung, Steilufer- und Flachuferzonen sowie sumpfartigen Flachwasserbereiche geprägt. So bildet der Teich ein Laich- und Nahrungsbiotop für Amphibien und bietet zahlreichen angepassten Tier- und Pflanzenarten einen Lebensraum. Darüber hinaus ist er nach Ansicht des Landkreises Aurich ein wichtiges Nahrungs- und Rastbiotop für verschiedene Vogelarten.